# Albert Azarian
Albert Azaryan (Vanadzor, Armenia; 11 de febrero de 1929-Ereván, 5 de septiembre de 2023) fue un gimnasta artístico soviético-armenio especialista en la prueba de anillas, gracias a la cual llegó a ser campeón olímpico y campeón mundial.

## Carrera deportiva
En el Mundial de Roma 1954 gana oro en equipo y anillas; dos años después en los JJ. OO. de Melbourne 1956 vuelve a conseguir el oro en el concurso por equipos y en anillas, en esta última quedando por delante de su compatriota Valentin Muratov y de los japoneses Masao Takemoto y Masumi Kubota.
De nuevo, otros dos años después, en el Mundial de Moscú 1958 gana medalla de oro en las mismas pruebas, y además la de plata en la barra horizontal, prueba en la que queda por detrás de su compatriota Boris Shakhlin. Y en las Olimpiadas de Roma 1960 gana oro en anillas, y plata en el concurso por equipos, ya que los soviéticos fueron superados en esta ocasión por los japoneses, equipo formado entre otros por los gimnastas Nobuyuki Aihara o Takeshi Ono.